# Dzsászem el-Húri
Dzsászem el-Húri (arabul: جاسم الخوري – Ǧāsim al-Ḫūrī, a nyugati sajtóban leggyakrabban Jassem Al-Khori, klasszikus vokalizációval Dzsászim al-Húri; 1957. február 2. –) kuvaiti nemzetközi labdarúgó-játékvezető.

## Pályafutása

### Nemzeti játékvezetés
Ellenőreinek, sportvezetőinek javaslatára 1990-ben lett az I. Liga játékvezetője. Az aktív nemzeti játékvezetéstől 2002-ben vonult vissza.

#### Nemzeti kupamérkőzések
Vezetett Kupa-döntők száma: 1.

##### Emír-kupa
Az 1997-1998-as Emír Kupa tornakiírás döntőjét irányította.
| Időpont | Helyszín              | Mérkőzés típusa | Mérkőzés                | Eredmény |
| ------- | --------------------- | --------------- | ----------------------- | -------- |
| 1998.   | Nemzeti Stadion, Doha | döntő           | Al-Ittihad – Al Ahli SC | 4 – 3    |

Érdekesség, hogy a 2010-2011-es Emír Kupa döntőt Kassai Viktor vezette.

### Nemzetközi játékvezetés
A  Kuvaiti labdarúgó-szövetség Játékvezető Bizottsága (JB) terjesztette fel nemzetközi játékvezetőnek, a Nemzetközi Labdarúgó-szövetség (FIFA) 1992-től tartotta nyilván bírói keretében. Több nemzetek közötti válogatott és klubmérkőzést vezetett. Az aktív nemzetközi játékvezetéstől 2002. december 31-én a FIFA 45 éves korhatárát elérve búcsúzott. Válogatott mérkőzéseinek száma: 6.

#### Világbajnokság
A világbajnoki döntőhöz vezető úton Dél-Koreába és Japánba a XVII., a 2002-es labdarúgó-világbajnokságra a FIFA JB bíróként alkalmazta.

##### Selejtező mérkőzés
| Időpont           | Helyszín                             | Mérkőzés típusa                        | Mérkőzés     | Eredmény | Nézők száma |
| ----------------- | ------------------------------------ | -------------------------------------- | ------------ | -------- | ----------- |
| 2001. április 27. | Althawra Sports City Stadion, Szanaa | előselejtező (8. csoport; 2. mérkőzés) | Jemen–Brunei | 1 – 0    | 30 000      |

#### Ázsia-kupa
Az Egyesült Arab Emírségekben rendezték az 1996-os Ázsia-kupa végső csoportkörét, ahol az AFC JB hivatalnokként foglalkoztatta.

##### Selejtező mérkőzés
| Időpont          | Helyszín                            | Mérkőzés típusa           | Mérkőzés                  | Eredmény | Nézők száma |
| ---------------- | ----------------------------------- | ------------------------- | ------------------------- | -------- | ----------- |
| 1996. január 24. | King Fahd Nemzetközi Stadion, Rijád | előselejtező (9. csoport) | Kirgizisztán–Szaúd-Arábia | 0 – 2    | 2000        |

#### Felkészülési mérkőzés
| Időpont           | Helyszín                    | Mérkőzés típusa           | Mérkőzés          | Eredmény | Nézők száma |
| ----------------- | --------------------------- | ------------------------- | ----------------- | -------- | ----------- |
| 1996. április 21. | Nemzetközi Stadion, Doha    | felkészülési              | Katar–Kuvait      | 3 – 1    |             |
| 1996. május 25.   | Nemzetközi Stadion, Doha    | felkészülési              | Katar–Oroszország | 2 – 5    | 2500        |
| 2002. január 11.  | Nemzetközi Stadion, Maszkat | előselejtező (4. csoport) | Omán–Irak         | 0 – 2    |             |

## Magyar vonatkozás
| Időpont           | Helyszín              | Mérkőzés típusa              | Mérkőzés           | Eredmény | Nézők száma |
| ----------------- | --------------------- | ---------------------------- | ------------------ | -------- | ----------- |
| 1992. október 11. | Nemzeti Stadion, Doha | felkészülési (669. mérkőzés) | Katar–Magyarország | 1 – 4    | 1000        |